# Nedreselet (Råneå socken, Norrbotten)
Nedreselet är en sjö i Bodens kommun i Norrbotten och ingår i Råneälvens huvudavrinningsområde. Sjön har en area på 0,579 kvadratkilometer och ligger 37 meter över havet. Nedreselet ligger i Råneälven Natura 2000-område. Sjön avvattnas av vattendraget Råneälven.

## Delavrinningsområde
Nedreselet ingår i det delavrinningsområde (734831-176597) som SMHI kallar för Inloppet i Överstbyträsket. Medelhöjden är 59 meter över havet och ytan är 10,99 kvadratkilometer. Räknas de 122 avrinningsområdena uppströms in blir den ackumulerade arean 2 368,36 kvadratkilometer. Avrinningsområdets utflöde Råneälven mynnar i havet. Avrinningsområdet består mestadels av skog (73 procent). Avrinningsområdet har 1,23 kvadratkilometer vattenytor vilket ger det en sjöprocent på 11,2 procent.